# Josep Serra i Campdelacreu
Josep Serra i Campdelacreu (Vic, Osona, 1 de maig de 1848 - Vic, Osona, 2 de juliol de 1901) fou un escriptor català, arxiver de l'Ajuntament de Vic, cronista de la ciutat i impulsor del Museu Episcopal de Vic i del Temple romà de Vic. Fou el pare de Manuel Serra i Moret.
Exercí el càrrec de regidor de Vic després de la Guerra Civil i s'ocupà de l'Arxiu Municipal.
Col·laborà en diverses publicacions, entre les quals, Lo Gai Saber o La Renaixença, la «Garba Montanyesa», «La Veu del Montserrat», l'«Il·llustració Catalana», el «Butlletí del Centre Excursionista», l'«Il·lustració Llevantina», la «Revista de Girona», el «Calendari Catala», l'«Album pintoresc monumental de Catalunya», l'«Album de Lleida i sa provincia».
Entre les seves publicacions, més enllà de les obres de caràcter poètic, destaquen, també, els assajos de caràcter històric -especialment, els relacionats amb la ciutat de Vic- i també les obres relacionades amb l'arqueologia. Així, participà en el descobriment del Temple Romà de Vic i fou impulsor del Museu Episcopal de Vic, amb l'exposició d'antiguitats.
Particià activament en l'Esbart de Vic i no abandonà mai la seva relació amb el Círcol Literari, col·laborant amb sessions acadèmiques i, encara, durant els darrers anys de la seva vida, entre 1870 i 1901, va ser el responsable de la Biblioteca del Círcol Literari. Durant més de 40 anys el Cercle acumulà una esplèndida biblioteca, tan d'obres de creació pròpia com sobretot d'adquirides.
Tots els documents del Fons Personal de Josep Serra i Campdelacreu, actualment, es troben custodiats, d'ençà que foren donats pel seu fill Manuel Serra i Moret, a l'Arxiu del Centre d'Estudis Històrics Internacionals de la Universitat de Barcelona (CEHI) a disposició dels investigadors.
Actualment, un carrer de la ciutat de Vic du el seu nom.

## Publicacions[1][2]

### Poemes romàntics
- Primavera trista (1880)

### Teatre
- Una diada de Glòria (1869)
- Les llonganisses de Vic (1869)
- Lo Puig dels Jueus (1870)

### Monografies històriques
- El Archivo Municipal de Vichː su historia, su contenido, su restauración (1879)
- Diploma de hijo adoptivo de la Ciudad de Vich (1880)
- Fiestas de la canonización de San Ramon de Peñafort (1880)
- Les vinyes de la Plana de Vich (1881)
- Lo Canonge Ripoll, ses obres i sa influència en els estudis històrics de la Comarca de Vich (1882)
- Barbastro (1885), monografia il·lustrada publicada a Aragón histórico, pintoresco y monumental.
- Bosquejo biográdico de Don Joaquin Salarich y Verdaguer (1885)
- Album, guia monumental y artística de Vich (1885), il·lustrat amb 24 fotografies, obra del seu fill Hermenegild.